# ميرا إكلوند
ميرا إكلوند (بالسويدية: Mira Eklund)‏ هي موسيقية ومغنية وممثلة سويدية، ولدت في 13 أكتوبر 1981.

## وصلات خارجية
- ميرا إكلوند على موقع IMDb (الإنجليزية)
- ميرا إكلوند على موقع روتن توميتوز (الإنجليزية)
- ميرا إكلوند على موقع ألو سيني (الفرنسية)
- ميرا إكلوند على موقع أول موفي (الإنجليزية)
- ميرا إكلوند على موقع قاعدة بيانات الأفلام السويدية (السويدية)
- ميرا إكلوند على موقع ديسكوغز (الإنجليزية)
- ميرا إكلوند على موقع قاعدة بيانات الفيلم (الإنجليزية)